# Manuel Roque Martins
Manuel Roque da Torre Martins (Monchique, Algarve, 21 de Junho de 1946 - Lisboa, 12 de Dezembro de 2002) foi um advogado e político português.

## Biografia

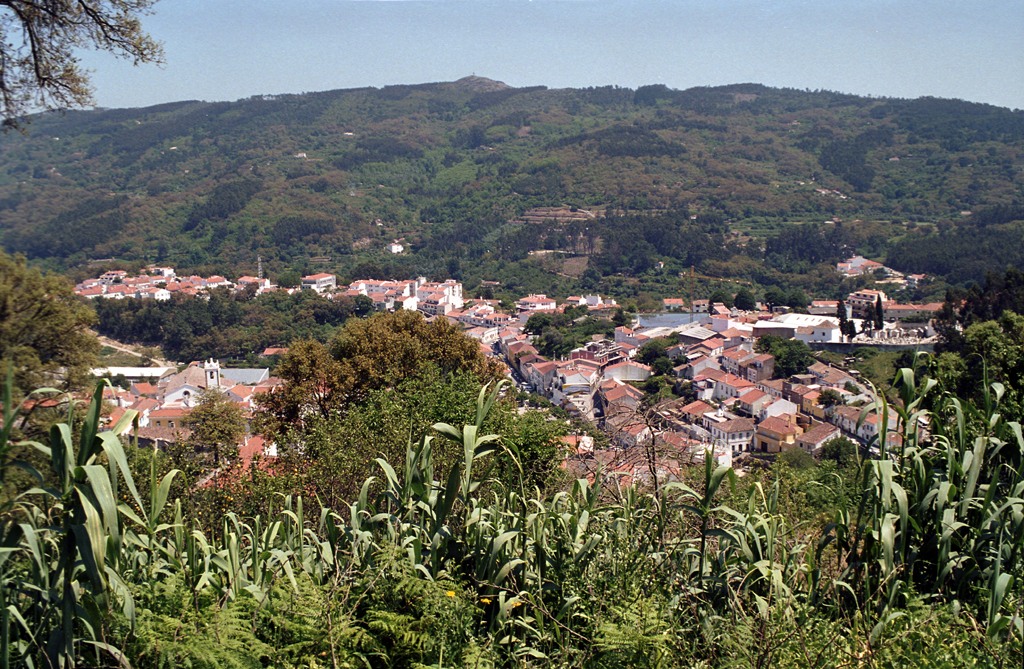
Vista de Monchique.

### Nascimento e formação
Manuel Roque da Torre Martins nasceu em Monchique, no Algarve, em 21 de Junho de 1946, numa família abastada. Fez os estudos secundários em Portimão e Faro, e licenciou-se em Direito na Faculdade de Direito da Universidade de Lisboa na Década de 1960. Enquanto esteve na universidade, destacou-se pelo seu apoio aos ideias progressistas, tendo sido eleito como presidente da Associação dos Estudantes da Faculdade de Direito, durante um período de agitação académica, contra a ditadura e a Guerra Colonial.

### Carreira profissional e política
Manuel Roque Martins iniciou a sua carreira como advogado, profissão que exerceu durante algum tempo, embora tenha-se demarcado mais pelas suas actividades políticas e comerciais. Foi chefe de gabinete do primeiro-ministro Vasco Gonçalves, fez parte do Conselho Superior de Magistratura, e ocupou a posição de secretário-geral no Instituto de Participação do Estado.
Foi nomeado como vice-presidente da Rádio Televisão Portuguesa, onde foi responsável pela negociação, com o estado, da revisão do contrato de concessão de serviço público. Também estava à frente dos serviços jurídicos daquela empresa, que englobavam os contratos para a produção exterior, os recursos humanos, a formação e os serviços gerais. Em 28 de Março de 1996, foi promovido a presidente do conselho de administração, Segundo o Secretário de Estado da Comunicação Social, Arons de Carvalho, esta escolha foi feita como forma de resolver os conflitos internos dentro da administração. Em Setembro de 1998 enviou uma carta ao primeiro-ministro, onde informou que queria abandonar a posição de presidente.
Em 1998, a empresa BDO Binder fez uma auditoria à Rádio Televisão Portuguesa, onde constatou a falta de diversos equipamentos, no valor aproximado de 53,8 milhões de euros, tendo a Alta Autoridade para a Comunicação Social responsabilizado a administração de Manuel Roque Martins pela perda. Este defendeu-se, alegando que tinha pedido auditorias durante o seu período de gestão, durante o qual todas as aquisições tinham sido correctamente inventariadas.
Conservou uma forte ligação à região do Algarve, tendo estudado a história de Monchique, e sido membro dos corpos sociais da Casa do Algarve, em Lisboa.

### Falecimento
Faleceu em 12 de Dezembro de 2002, na cidade de Lisboa.